# Liniewo
Liniewo (Lienfelde in tedesco) è un comune rurale polacco del distretto di Kościerzyna, nel voivodato della Pomerania.
Ricopre una superficie di 110,07 km² e nel 2004 contava 4 613 abitanti.